# Lucía Carballal
Lucía Carballal (Madrid, 1984) es una dramaturga, directora de escena y guionista española.

## Trayectoria
Estudió dramaturgia en la Real Escuela Superior de Arte Dramático, la RESAD, y en el Instituto del Teatro de Barcelona, donde se licenció en 2008. Participó como estudiante invitada en los estudios de Escritura Escénica de la Universidad de las Artes de Berlín y también cursó el Máster en Guion de Cine y Televisión en la Universidad Carlos III de Madrid.
Como autora teatral escribió en 2016 con Los temporales, producida por el Centro Dramático Nacional (CDN). Después escribió el texto de Una vida americana, obra estrenada en el Teatro Galileo y nominada a los Premios Max a Mejor Autoría Teatral. En 2019 escribió Las bárbaras, también para el CDN, que se presentó en el Teatro Valle-Inclán y ese mismo año se estrenó en los Teatros del Canal la La resistencia, también de su autoría. En 2020 estrenó La actriz y la incertidumbre dentro del proyecto La Pira, también en el CDN. Un año después en 2021 publicó el libro Las últimas, con prólogo de Elena Médel, donde recopiló estas cinco piezas.

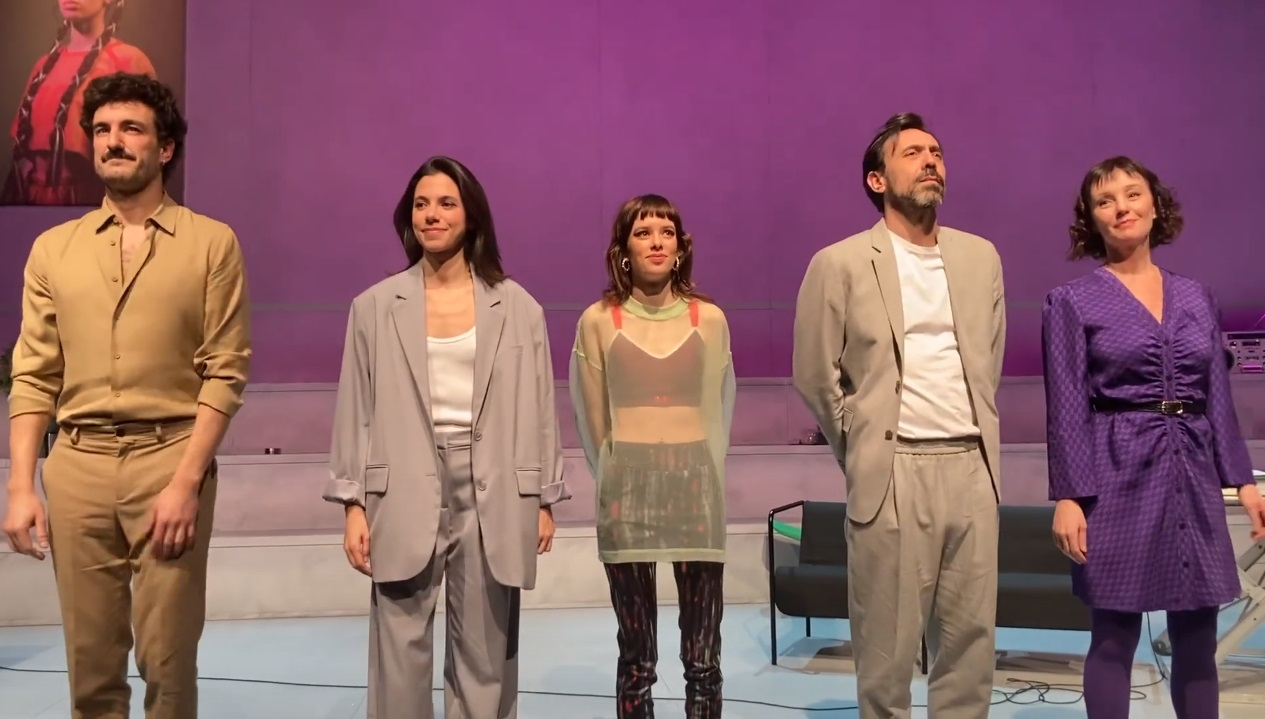
Los pálidos, representación en el Teatro Valle-Inclán

En 2023, se estrenó como autora y directora en la misma obra con Los pálidos, un espectáculo en el CDN sobre las relaciones de poder que se producen en una sala de escritores, el lugar donde se escriben los guiones para televisión. También en el doble rol, un año después, en la Compañía Nacional de Teatro Clásico (CNTC), estrenó La fortaleza, obra en la que vincula su vida con la obra de Calderón de la Barca. En 2025 presentó Los nuestros, en el Teatro Valle-Inclán del CDN.
Entre sus trabajos como guionista de televisión destacan Las largas sombras, La edad de la ira, Vis a vis y su secuela Vis a vis: el oasis. Como profesora imparte cursos de escritura escénica y audiovisual en el CDN, el Teatro de la Abadía, la Sala Beckett, Universidad Carlos III o la Escuela de Cinematografía y del Audiovisual de la Comunidad de Madrid, entre otros espacios de formación.
Además de Las Últimas, con la editorial La uña rota ha publicado los libros La fortaleza, Los nuestros y Los pálidos. Sus textos teatrales han sido traducidos al inglés y el francés.

## Premios y reconocimientos
Carballal recibió el Premio ADE (Asociación de Directoras y Directores de Escena de España) a Mejor Dirección Emergente por Los pálidos en 2023. Además, obtuvo una candidatura a los Premios Max en la categoría de Mejor Autoría Teatral con Una vida americana en 2019. Por Los pálidos fue nominada a los Premios Timeout a Mejor Espectáculo 2024, a los Premios Godot 2024 y al Premio Mandarache 2025.